# Pogány-kastély (Poklisa)
A poklisai Pogány-kastély műemlék épület Romániában, Hunyad megyében. A romániai műemlékek jegyzékében a  HD-II-m-A-03402.01 sorszámon szerepel.